# Can Deu (Corbera de Llobregat)
Can Deu és una masia gòtica de Corbera de Llobregat (Baix Llobregat) inclosa a l'Inventari del Patrimoni Arquitectònic de Catalunya.

## Descripció
Masia i construccions annexes amb coberta a dues vessants. La planta fent angle sembla ja originària. En una llinda hi ha la data 1586, es conserven bé el portal rodó i els brancals, ampits i llindes de les finestres. Les construccions que envolten la casa primitiva són posteriors, segles xviii i xix, i la galeria amb arcades de la paret Est fou obrada l'any 1930-1931.

## Història
Antigament el nom del mas era Can Roig de l'Avall, segons Clopes i Batlle la pairalia actual ja figura en el Capbreu del 1566.